# Ambia naumanni
Ambia naumanni is een vlinder uit de familie van de grasmotten (Crambidae). De wetenschappelijke naam van de soort is voor het eerst gepubliceerd in 2005 door Wolfgang Speidel en Dieter Stüning.
De spanwijdte varieert van 15 tot 17 millimeter.

## Verspreiding
De soort is ontdekt in Yunnan (China).

## Biologie
De soort leeft in gebieden tussen 2800 en 3500 meter hoogte. De vliegtijd is van half juni tot begin september.